# Poulet et saucisse en cocotte d'argile
Le poulet et saucisse en cocotte d'argile (砂煲鸡饭, shābāojīfàn, « riz au poulet en cocotte d'argile », aussi appelé 瓦煲鸡饭, wǎbāojīfàn ou 煲仔鸡饭, bāozǐjīfàn) est un plat servi habituellement pour le dîner dans les régions du sud de la Chine, de la Malaisie et de Singapour. Il est typiquement accompagné de saucisses chinoises et de légumes. Le plus souvent, le riz est d'abord cuit dans une cocotte en argile et les autres ingrédients pré-cuits tels que les dés de poulet et la saucisse chinoise sont rajoutés par la suite.
Traditionnellement, la cuisson se fait sur un poêle à charbon, donnant à ce plat sa saveur caractéristique. Il est parfois servi avec de la sauce soja foncée et du poisson salé séché. Ce dernier ingrédient peut intensifier son goût. À cause de la méthode de préparation et de la cuisson en cocotte très longue, les clients commandant ce plat au restaurant doivent attendre assez longtemps (généralement entre 15 et 30 minutes) avant qu'il soit prêt à être servi.

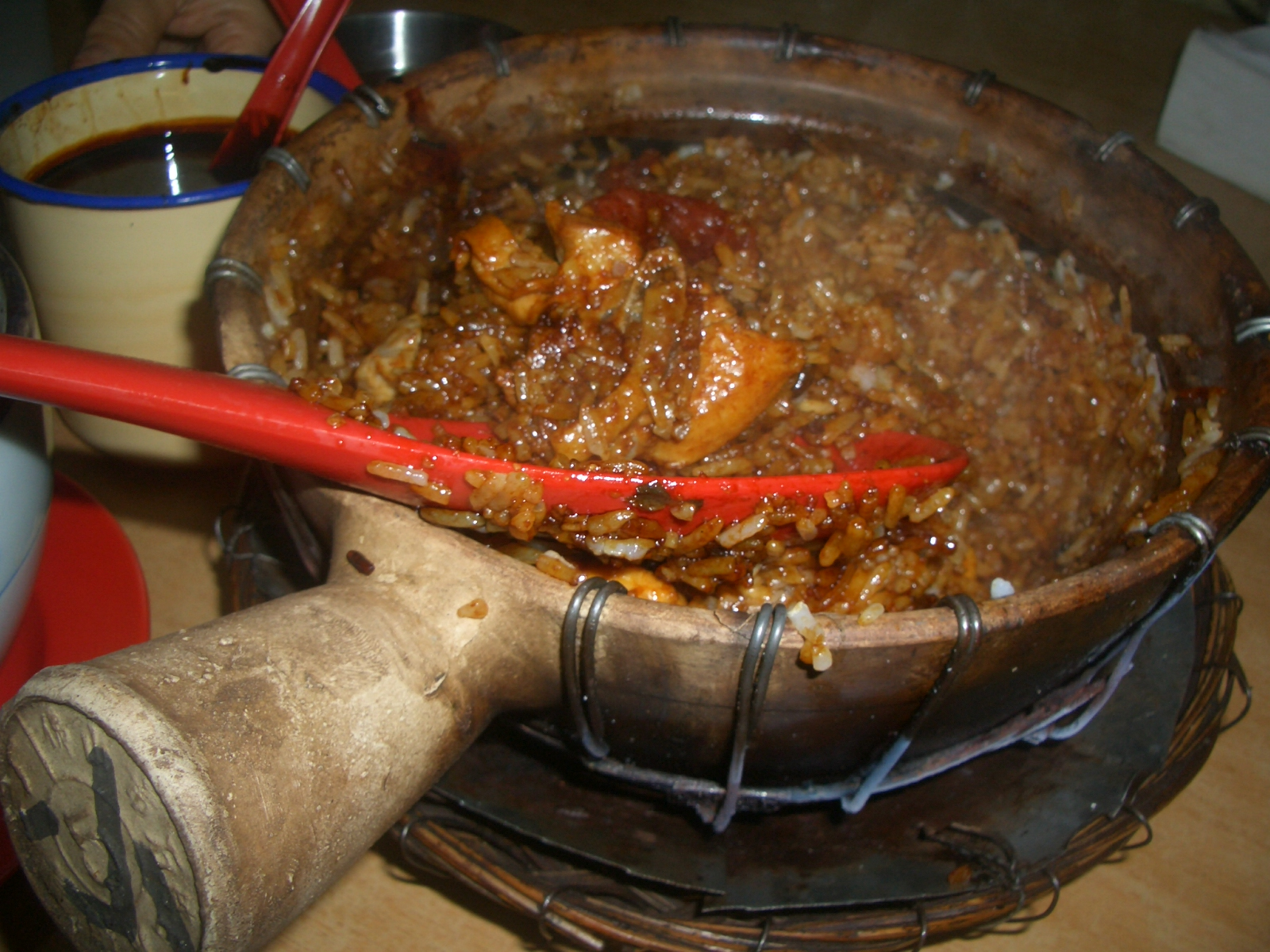
Riz au poulet en cocotte d'argile arrosé de sauce soja foncée.